# Ferrari California
Ferrari California — 2-местный родстер с жесткой раскладывающейся крышей итальянской компании Ferrari. Автомобиль назвали в честь Ferrari 250 GT California Spyder.

## Ferrari California (2008–2014) Первое поколение
Ferrari California (Type F149), впервые был представлен на Парижском мотор-шоу в 2008 году. Поступил в продажу по цене от 220000 евро. California была четвёртой в модельном ряду Ferrari.

### Производство
В постройке шасси в основном использовали алюминий. Кузов был разработан компанией Magneti Marelli Automotive Lighting. Ferrari потратила более 1000 часов в аэродинамической трубе используя масштабный макет 1/3, коэффициент аэродинамического сопротивления составил Cd=0,32, что делает его самым аэродинамическим, до появления F12berlinetta. Баланс веса 47—53 %.
Производство началось на новой производственной линии, где производились 27 автомобилей в день, около 3000 единиц в год. В течение всего производства было построено всего 2 автомобиля с механической КПП.

### Нововведения
- Первый переднемоторный автомобиль с V8
- Первый с 7-ступенчатой коробкой передач с двойным сцеплением
- Первый с раскладной металлической крышей
- Первый с многорычажной задней подвеской
- Первый с непосредственным впрыском топлива

### Двигатель и трансмиссия
Двигатель атмосферный 4.3 L V8 с углом 90°, мощностью 460 л.с (7750 об/мин) 485 Нм (5000 об/мин) крутящего момента, благодаря непосредственному впрыску топлива увеличилась мощность, снизился выброс CO2, и улучшилась «оборотистость» двигателя. Система глушения двигателя при остановке снизила расход топлива.
Впервые использовали 7-ступенчатую КПП с двойным сцеплением DCT, это делает переключения передач более мягкими и быстрыми, по сравнению с одиночным сцеплением.
Вся мощность передается на задний привод.

### California 30
Обновленная версия появилась в 2012 году. Она стала мощнее на 30 л. с. и легче на 30 кг, крутящий момент увеличился на 15 Нм.
Динамические показатели:
- 0-100 км/ч — 3,8 сек
- 0-400 м — 12 сек
- 0-1000 м — 21,8 сек
- Максимальная скорость — 312 км/ч

## Ferrari California T (2014–2017) Второе поколение
Ferrari California T (Type 149M), автомобиль дебютировал на Женевском автосалоне весной 2014 года.
Приставка «T» означает Turbo, это первый за последние 20 лет автомобиль Ferrari, оснащённый турбонагнетателями.
Двигатель — V8 на 3,9 литра с двумя турбокомпрессорами Twin-scroll с алюминиевым блоком, мощность достигла 560 л. с. (7500 об/мин) и 755 Нм крутящего момента (4750 об/мин). Система Variable Boost Management поддерживает оптимальное давление в коллекторе и Start-Stop, которая глушит двигатель при неиспользовании.
Разгон до 100 км/ч сократился до 3,6 сек, максимальная скорость — 315 км/ч, с 0 до 200 км/ч за 11,2 сек.
Модифицированная 7-ступенчатая коробка передач с двумя сцеплениями разработана компанией Getrag. На низких передачах крутящий момент ограничивается, чтобы не допустить пробуксовку колес.
Автомобиль имеет новые карбоно-керамические тормоза Brembo, CST с системой F1 Track, магнитно-адаптивная подвеска. Также встроена мультимедийно-развлекательная система Apple CarPlay.